# Cambria (Califòrnia)
Cambria és una població dels Estats Units a l'estat de Califòrnia. Segons el cens del 2000 tenia 6.232 habitants.

## Demografia
Segons el cens del 2000, Cambria tenia 6.232 habitants, 2.816 habitatges, i 1.881 famílies. La densitat de població era de 280,8 habitants per km².
Dels 2.816 habitatges en un 18,6% hi vivien nens de menys de 18 anys, en un 57,6% hi vivien parelles casades, en un 7,1% dones solteres, i en un 33,2% no eren unitats familiars. En el 26,8% dels habitatges hi vivien persones soles el 13,2% de les quals corresponia a persones de 65 anys o més que vivien soles. El nombre mitjà de persones vivint en cada habitatge era de 2,21 i el nombre mitjà de persones que vivien en cada família era de 2,63.
Per edats la població es repartia de la següent manera: un 16,4% tenia menys de 18 anys, un 5,4% entre 18 i 24, un 18% entre 25 i 44, un 33,5% de 45 a 60 i un 26,6% 65 anys o més.
L'edat mediana era de 51 anys. Per cada 100 dones de 18 o més anys hi havia 89,5 homes.
La renda mediana per habitatge era de 45.000 $ i la renda mediana per família de 55.745 $. Els homes tenien una renda mediana de 36.193 $ mentre que les dones 24.594 $. La renda per capita de la població era de 29.620 $. Entorn del 3,8% de les famílies i el 8,2% de la població estaven per davall del llindar de pobresa.

## Poblacions més properes
El següent diagrama mostra les poblacions més properes.